# 시발점
《시발점》은 1969년 공개된 대한민국의 영화이다. 강신성일 등이 주연으로 출연하였다. 김수용이 감독을 맡았고 주동진 등이 제작에 참여하였다.

## 줄거리
형제간인 화가 상훈과 의사 영훈은 각각 사랑과 직업의 상실을 경험하며 고통 속에서 삶을 이어간다. 동생 상훈은 애인을 다른 남성에게 빼앗긴 슬픔에 사로잡혀 하루도 빠짐없이 그녀의 모습을 화폭에 담으며 그리움과 집착 사이에서 방황하고, 형 영훈은 자신의 과실로 어린 생명을 잃게 된 죄책감을 안고 청진기를 내려놓은 채 창작에 몰두한다. 이처럼 각기 다른 상처를 안고 살아가는 그들은 고통 속에서도 자의식을 잃지 않으며, 끝내 내면의 나약함을 극복하고 새로운 삶을 향해 나아간다. 형제의 갱생은 비단 개인의 극복을 넘어 인간 존재의 회복이라는 큰 틀 속에서 조망된다.

## 출연진
- 신성일
- 남정임
- 이순재
- 허장강
- 한성
- 윤양하
- 박장섭
- 전인수
- 전영주
- 한세훈

## 기타
- 원작자: 이청준
- 조명: 손영철
- 음향효과: 최형래
- 미술: 김유준

## 수상
- 1969년 제6회 청룡영화상
  - 주제가상 - 정윤주
- 제2회 서울신문문화대상
  - 각본상